# Núrio Fortuna
Núrio Domingos Matias Fortuna (Luanda, 24 marzo 1995) è un calciatore angolano, difensore del Dunkerque, in prestito dal Gent, e della nazionale angolana.

## Caratteristiche tecniche
È un terzino sinistro.

## Carriera

### Club
Cresciuto nelle giovanili del Braga, ha esordito in prima squadra il 9 febbraio 2012 in occasione del match vinto 4-1 contro il Gil Vicente.

### Nazionale
Nel 2019 ha esordito nella nazionale angolana; nel 2023 ha partecipato alla Coppa d'Africa.

## Statistiche

### Presenze e reti nei club
Statistiche aggiornate al 6 gennaio 2017.
| Stagione        | Squadra         | Campionato      | Campionato | Campionato | Coppe nazionali | Coppe nazionali | Coppe nazionali | Coppe continentali | Coppe continentali | Coppe continentali | Altre coppe | Altre coppe | Altre coppe | Totale | Totale | Totale |
| Stagione        | Squadra         | Comp            | Pres       | Reti       | Comp            | Pres            | Reti            | Comp               | Pres               | Reti               | Comp        | Pres        | Reti        | Pres   | Reti   |        |
| --------------- | --------------- | --------------- | ---------- | ---------- | --------------- | --------------- | --------------- | ------------------ | ------------------ | ------------------ | ----------- | ----------- | ----------- | ------ | ------ | ------ |
| 2013-2014       | Braga B         | LdH             | 6          | 0          |                 | -               | -               |                    | -                  | -                  |             | -           | -           | 6      | 0      |        |
| 2014-2015       | Braga B         | LdH             | 32         | 0          |                 | -               | -               |                    | -                  | -                  |             | -           | -           | 32     | 0      |        |
| 2015-2016       | Braga B         | LdH             | 35         | 1          |                 | -               | -               |                    | -                  | -                  |             | -           | -           | 35     | 1      |        |
| Totale Braga B  | Totale Braga B  | Totale Braga B  | 86         | 1          |                 | -               | -               |                    | -                  | -                  |             | -           | -           | 86     | 1      |        |
| 2013-2014       | Braga           | PL              | 6          | 0          | CP+CdL          | 1+1             | 0               |                    | -                  | -                  |             | -           | -           | 6      | 0      |        |
| 2014-2015       | Braga           | PL              | 1          | 0          | CP+CdL          | 0               | 0               |                    | -                  | -                  |             | -           | -           | 1      | 0      |        |
| Totale Braga    | Totale Braga    | Totale Braga    | 7          | 0          |                 | 2               | 0               |                    | -                  | -                  |             | -           | -           | 9      | 0      |        |
| 2016-2017       | AEL Limassol    | A               | 33         | 0          | CC              | 3               | 0               |                    | -                  | -                  |             | -           | -           | 36     | 0      |        |
| 2017-2018       | Charleroi       | D1              | 17         | 0          | CB              | 1               | 0               |                    | -                  | -                  |             | -           | -           | 18     | 0      |        |
| Totale carriera | Totale carriera | Totale carriera | 143        | 1          |                 | 6               | 0               |                    | -                  | -                  |             | -           | -           | 149    | 1      |        |

### Cronologia presenze e reti in nazionale
| Cronologia completa delle presenze e delle reti in nazionale ― Angola | Cronologia completa delle presenze e delle reti in nazionale ― Angola | Cronologia completa delle presenze e delle reti in nazionale ― Angola | Cronologia completa delle presenze e delle reti in nazionale ― Angola | Cronologia completa delle presenze e delle reti in nazionale ― Angola | Cronologia completa delle presenze e delle reti in nazionale ― Angola | Cronologia completa delle presenze e delle reti in nazionale ― Angola | Cronologia completa delle presenze e delle reti in nazionale ― Angola |
| Data                                                                  | Città                                                                 | In casa                                                               | Risultato                                                             | Ospiti                                                                | Competizione                                                          | Reti                                                                  | Note                                                                  |
| --------------------------------------------------------------------- | --------------------------------------------------------------------- | --------------------------------------------------------------------- | --------------------------------------------------------------------- | --------------------------------------------------------------------- | --------------------------------------------------------------------- | --------------------------------------------------------------------- | --------------------------------------------------------------------- |
| 6-9-2019                                                              | Bakau                                                                 | Gambia                                                                | 0 – 1                                                                 | Angola                                                                | Qual. Mondiali 2022                                                   | -                                                                     |                                                                       |
| 10-9-2019                                                             | Luanda                                                                | Angola                                                                | 2 – 1                                                                 | Gambia                                                                | Qual. Mondiali 2022                                                   | -                                                                     |                                                                       |
| 13-11-2019                                                            | Luanda                                                                | Angola                                                                | 1 – 3                                                                 | Gambia                                                                | Qual. Coppa d'Africa 2021                                             | -                                                                     |                                                                       |
| 17-11-2019                                                            | Franceville                                                           | Gabon                                                                 | 2 – 1                                                                 | Angola                                                                | Qual. Coppa d'Africa 2021                                             | -                                                                     |                                                                       |
| 29-3-2021                                                             | Franceville                                                           | Angola                                                                | 2 – 1                                                                 | Gabon                                                                 | Qual. Coppa d'Africa 2021                                             | -                                                                     |                                                                       |
| 1-9-2021                                                              | Il Cairo                                                              | Egitto                                                                | 1 – 0                                                                 | Angola                                                                | Qual. Mondiali 2022                                                   | -                                                                     | 78’                                                                   |
| 7-9-2021                                                              | Luanda                                                                | Angola                                                                | 0 – 1                                                                 | Libia                                                                 | Qual. Mondiali 2022                                                   | -                                                                     |                                                                       |
| 26-3-2022                                                             | Rio Maior                                                             | Angola                                                                | 3 – 2                                                                 | Guinea-Bissau                                                         | Amichevole                                                            | -                                                                     |                                                                       |
| 29-3-2022                                                             | Óbidos                                                                | Angola                                                                | 0 – 0                                                                 | Guinea Equatoriale                                                    | Amichevole                                                            | -                                                                     | 67’                                                                   |
| 1-6-2022                                                              | Luanda                                                                | Angola                                                                | 2 – 1                                                                 | Rep. Centrafricana                                                    | Qual. Coppa d'Africa 2023                                             | -                                                                     |                                                                       |
| 7-9-2023                                                              | Lubango                                                               | Angola                                                                | 0 – 0                                                                 | Madagascar                                                            | Qual. Coppa d'Africa 2023                                             | -                                                                     |                                                                       |
| 16-11-2023                                                            | Praia                                                                 | Capo Verde                                                            | 0 – 0                                                                 | Angola                                                                | Qual. Mondiali 2026                                                   | -                                                                     | 14’                                                                   |
| 21-11-2023                                                            | Saint-Pierre                                                          | Mauritius                                                             | 0 – 0                                                                 | Angola                                                                | Qual. Mondiali 2026                                                   | -                                                                     | 61’                                                                   |
| 6-1-2024                                                              | Dubai                                                                 | RD del Congo                                                          | 0 – 0                                                                 | Angola                                                                | Amichevole                                                            | -                                                                     | 46’                                                                   |
| 10-1-2024                                                             | Dubai                                                                 | Bahrein                                                               | 0 – 3                                                                 | Angola                                                                | Amichevole                                                            | 1                                                                     |                                                                       |
| 15-1-2024                                                             | Bouaké                                                                | Algeria                                                               | 1 – 1                                                                 | Angola                                                                | Coppa d'Africa 2023 - 1º turno                                        | -                                                                     | 32’                                                                   |
| 20-1-2024                                                             | Bouaké                                                                | Mauritania                                                            | 2 – 3                                                                 | Angola                                                                | Coppa d'Africa 2023 - 1º turno                                        | -                                                                     | 90+6’                                                                 |
| 22-3-2024                                                             | Agadir                                                                | Marocco                                                               | 1 – 0                                                                 | Angola                                                                | Amichevole                                                            | -                                                                     | 85’                                                                   |
| 25-3-2024                                                             | Marrakech                                                             | Comore                                                                | 0 – 0                                                                 | Angola                                                                | Amichevole                                                            | -                                                                     | 68’                                                                   |
| 11-6-2024                                                             | Luanda                                                                | Angola                                                                | 1 – 1                                                                 | Camerun                                                               | Qual. Mondiali 2026                                                   | -                                                                     |                                                                       |
| 5-9-2024                                                              | Kumasi                                                                | Ghana                                                                 | 0 – 1                                                                 | Angola                                                                | Qual. Coppa d'Africa 2025                                             | -                                                                     |                                                                       |
| 15-10-2024                                                            | Niamey                                                                | Niger                                                                 | 0 – 1                                                                 | Angola                                                                | Qual. Coppa d'Africa 2025                                             | -                                                                     |                                                                       |
| 15-11-2024                                                            | Talatona                                                              | Angola                                                                | 1 – 1                                                                 | Ghana                                                                 | Qual. Coppa d'Africa 2025                                             | -                                                                     | 58’                                                                   |
| Totale                                                                |                                                                       | Presenze                                                              | 23                                                                    |                                                                       | Reti                                                                  | 1                                                                     |                                                                       |

## Palmarès

### Club

#### Competizioni nazionali
- Coppa del Belgio: 1

Gent: 2021-2022